# Robert Winnicki

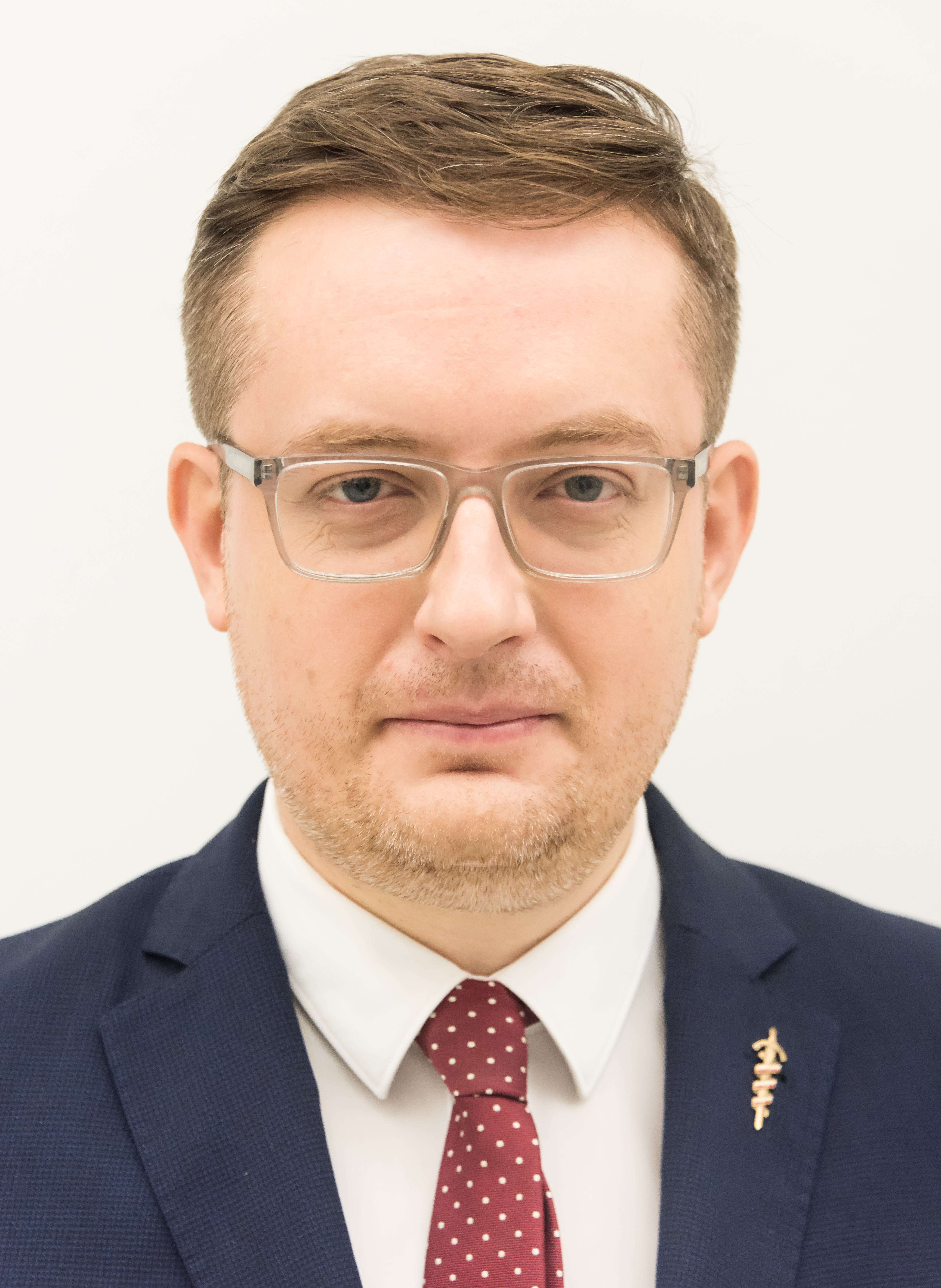
Robert Winnicki (2023)

Robert Artur Winnicki, född 1985, är en polsk partiledare och ledamot i sejm. Han var mellan 2009 och 2013 ledare för Allpolsk ungdom, sedan 2014 partiledare för Nationella rörelsen och sedan 2015 parlamentariker för Kukiz'15.